# Összefogás Párt
Az Összefogás Párt 2009. november 17-én alakult magyarországi úgynevezett kamupárt volt Szepessy Zsolt, Monok bűnözőként elítélt polgármesterének vezetésével.
Önmagukat „problémamegoldó pártnak” definiálták, s harmadik utasnak (azaz se nem jobb, se nem bal) tartották. 2018. július 31-én a pártot megszüntették.

### A szociális kártya
A szociális kártyának a párt által kívánt (és Szepessy révén Monokon a gyakorlatban is alkalmazott) formája, hogy a segélyezett a támogatások 60%-át erre a kártyára kapja, a maradék 40%-ot pedig készpénzben. A szociális kártyával nem lehet alkoholt, illetve dohányárut vásárolni, amivel biztosítva van, hogy a segély valóban a rászoruló felzárkóztatását, a társadalomba való visszaállítását, illetve létszükségletük kielégítését szolgálja. Az ötlet nagy nyilvánosságot kapott a magyar médiában és a 2010-es választások kampányának egyik felkapott ötlete lett. A párt a szociális kártya bevezetéséről népszavazást is kezdeményezett (tekintettel arra, hogy a kártyát egy felmérés szerint a lakosság 75%-a támogatja), de az OVB ezt elutasította. Az Újkor csoport benyújtotta a kezdeményezést az Alkotmánybíróság elé felülvizsgálatra, mert szerintük az több ponton sérti az egyének jogait.

### Segély helyett munkabér
A párt politikai céljainak másik megjelenése a Szepessy által Monokon bevezetett, szintén sokat vitatott helyi rendelet volt, miszerint csak az kaphat segélyt aki vállalja, hogy a közösség érdekében munkát vállal. Ezt az ötletet más pártok is felkapták, a Fidesz-kormány 2010-től számos elemét átvette.
A Bajnai-kormány "Út a munkához program" néven 2009 januárjától bevezetett intézkedése csak látszólag volt hasonló, mert a közfoglalkoztatásban résztvevők munkát végeznek, amelyért munkabér jár, jogosultságokat, szolgálati időt, a járulékfizetéssel pedig nyugdíjjogosultságot szereznek.

### Összefogás az összefogás ellen
2014. január 23-án az MSZP, Együtt 2014, Párbeszéd Magyarországért, Magyar Liberális Párt, Demokratikus Koalíció által létrehozott politikai szövetség jelképesen felvette az Összefogás nevet. Ez ellen lépett fel az Összefogás Párt egy feljelentéssel. Szerintük ez név-, szlogen- és védjegylopás. A párt attól félt, hogy a Mesterházy Attila vezette szövetség alternatív megnevezése rontja az Összefogás Párt hírnevét. A politikai szövetség ezért március 6-tól Kormányváltásra változtatta a nevét.

### Népszavazási kezdeményezés
2015 januárjában Szepessy népszavazási kezdeményezést adott be a vasárnapi zárva tartás ellen. A magyar törvények értelmében ugyanebben a témában mindaddig nem lehet másik kezdeményezést beadni, amíg kérelmét el nem bírálják. Kezdeményezését a választási bizottság formai okokra hivatkozva elutasította, ezután Szepessy a fellebbezési határidő legutolsó napján fellebbezést adott be. Így kezdeményezése elbírálásának határideje már a vasárnapi zárva tartás bevezetése utánra került.

### A párt feloszlatása
2018. július 31-én Szepessy bejelentette, hogy a pártot feloszlatja. A párt a 2014-es és a 2018-as választások támogatásaiból összesen 728 millió forint tartozást halmozott fel.

## Választási eredmények

### Országgyűlési
| Választások | Szavazatok száma (I. forduló) | Szavazatok aránya (I. forduló) | Szavazatok száma (II. forduló) | Szavazatok aránya (II. forduló) | Mandátumok száma | Mandátumok aránya | Parlamenti szerepe |
| ----------- | ----------------------------- | ------------------------------ | ------------------------------ | ------------------------------- | ---------------- | ----------------- | ------------------ |
| 2010-es     | 2 732                         | 0,05%                          | —                              | —                               | —                | —                 | nem jutott be      |
| 2014-es     | 6 192                         | 0,14%                          | —                              | —                               | —                | —                 | nem jutott be      |
| 2018-as     | 1407                          | 0,02%                          | —                              | —                               | —                | —                 | nem jutott be      |

A 2015. február 22-i veszprémi időközi parlamenti választáson a párt jelöltje, Szepessy Zsolt elnök 45 szavazatot szerzett, az összes voks 0,14%-át.